# Поїзд йде на схід
«Потяг йде на схід» (рос. «Поезд идёт на восток») — радянський художній кольоровий фільм, романтична комедія про радянську молодь, поставлена режисером Юлієм Райзманом в 1947 році.

## Сюжет
Увечері 9 травня 1945 року, коли на площах і вулицях Москви тисячі людей відзначали свято Перемоги, від перону Північного вокзалу відійшов поїзд на Владивосток. В купе поїзда зустрілися молоденька дівчина-садівник Зіна Соколова, яка недавно закінчила Тимірязєвську сільськогоспакадемію, і офіцер-моряк Лаврентьєв з Ленінграда. Познайомилися вони трохи раніше, біля віконця вокзального телеграфу. Живий, безпосередній характер Зіни моряк прийняв за несерйозний, легковажний. Краще пізнати один одного мандрівникам допоміг випадок: на одній зі станцій вони відстали від поїзда і подальший шлях здійснювали вже вдвох, знайомлячись по дорозі з людьми і з життям Радянського Союзу. Соколова і Лаврентьєв потрапляють на величезний завод, збудований в тайзі. На заводському літаку вони летять далі на схід, здійснюють вимушену посадку, довго їдуть крізь тайгу на підводі, ночують в колгоспній МТС і нарешті знову добираються до залізниці. Скоро кінець шляху — Владивосток. За час вимушеної спільної подорожі молоді люди полюбили один одного. Рішуче пояснення відбулося перед самим Владивостоком. Розлучаючись на вокзалі, Зіна і Лаврентьєв знали, що їхня розлука триватиме недовго.

## У ролях
- Лідія Драновська —  Зінаїда Олександрівна Соколова
- Леонід Галліс —  капітан-лейтенант Микола Петрович Лаврентьєв
- Марія Яроцька —  вчителька Марія Іванівна Захарова
- Михайло Воробйов —  Борис Ілліч Березін
- Костянтин Сорокін —  начальник поїзда
- Володимир Любимов —  директор заводу Микита Єгорович
- Володимир Лепко —  диктор на вокзалі
- Андрій Петров —  льотчик Василь Семенович Гончаренко
- Володимир Дорофєєв —  дядько Єгор
- Марія Андріанова —  бригадир Парасковія Степанівна
- Петро Глєбов — військовий на вокзалі в Москві
- Іван Рижов — пасажир на телеграфі в Москві
- Еммануїл Геллер — офіціант вагона-ресторану
- Олексій Бахарь — пасажир у вагоні-ресторані
- Сергій Блинников — пасажир у вагоні-ресторані, хабаровчанин
- Віктор Бубнов — пасажир у вагоні-ресторані
- Георгій Бударов — пасажир у вагоні-ресторані, представник Камчатки
- Євген Григор'єв — пасажир у вагоні-ресторані, сибіряк
- Зана Заноні — пасажирка в вагоні-ресторані
- Валеріан Казанський — пасажир у вагоні-ресторані
- Костянтин Нассонов — пасажир у вагоні-ресторані, хабаровчанин
- Любов Соколова — пасажирка в вагоні-ресторані
- Борис Терентьєв — пасажир у вагоні-ресторані
- Олександр Ханов — пасажир у вагоні-ресторані, представник Уралу
- Тихон Хренніков — пасажир у вагоні-ресторані, моряк
- Олександр Гречаний — вербувальник з заводу імені Фрунзе
- Сергій Антимонов — пасажир на вокзалі
- Гавриїл Бєлов — пасажир на вокзалі
- Олександра Денисова — пасажирка на вокзалі
- Віктор Ключарьов — пасажир на вокзалі
- Олена Максимова — пасажирка на вокзалі
- Микола Нікітіч — пасажир на вокзалі
- Володимир Уральський — пасажир на вокзалі
- Микола Горлов — Василь Васильович, представник заводу
- Василь Бокарєв — член комісії
- Сергій Комаров — член комісії
- Валентина Телегіна — Паша, кухарка на заводі
- Олеся Іванова — Катька, трактористка
- Наталія Цвєткова — трактористка
- Тетяна Баришева — Клавдія Семенівна, пасажирка
- Олександр Хвиля — Матвій Іванович, пасажир, керівник району
- Олексій Алексєєв — пасажир, геолог
- Микола Бармін — пасажир, геолог
- Муза Крепкогорська — пасажирка, геолог
- Дмитро Павлов — пасажир
- Анатолій Соловйов — пасажир, геолог
- Людмила Геника-Чиркова — Олена, зустрічаюча у Владивостоці
- Євген Кузнєцов — Лєдєнцов, зустрічаючий у Владивостоці
- Тетяна Гурецька — епізод
- Сергій Троїцький — пасажир на вокзалі
- Олексій Добронравов — провідник
- Єлизавета Ліліна — старенька на вокзалі

## Знімальна група
- Сценарист: Леонід Малюгін
- Режисер-постановник: Юлій Райзман
- Художник-постановник: Абрам Фрейдін
- Оператори: Ігор Гелейн, Аркадій Кольцатий
- Композитор: Тихон Хренніков